# Caravanserai (álbum)
Caravanserai é o quarto álbum de estúdio da banda americana Santana, lançado em outubro de 1972.

## Faixas

### Lado um
1. "Eternal Caravan of Reincarnation" (Rutley/Schon/Shrieve) – 4:28
2. "Waves Within" (Rauch/Rolie/Santana) – 3:54
3. "Look Up (to See What's Coming Down)" (Rauch/Rolie/Santana) – 3:00
4. "Just in Time to See the Sun" (Rolie/Santana/Shrive) – 2:18
5. "Song of the Wind" (Rolie/Santana/Schon) – 6:04
6. "All the Love of the Universe" (Santana/Schon) – 7:40

### Lado dois
1. "Future Primitive" (Areas/Lewis) – 4:12
2. "Stone Flower" (Jobim: música; Santana/Shrieve: letra) – 6:15
3. "La Fuente del Ritmo" (Lewis) – 4:34
4. "Every Step of the Way" (Shrieve) – 9:05

| Críticas profissionais        | Críticas profissionais |
| Avaliações da crítica         | Avaliações da crítica  |
| Fonte                         | Avaliação              |
| ----------------------------- | ---------------------- |
| Allmusic                      | [ 1 ]                  |
| Christgau's Record Guide      | B–                     |
| Rolling Stone                 | (não avaliado)         |
| The Rolling Stone Album Guide | [ 4 ]                  |
| Encyclopedia of Popular Music | [ 5 ]                  |